# Zizi du Manoir
Geneviève Le Pelley Dumanoir, dite Zizi du Manoir, née le 28 novembre 1912 à Paris 16e et morte à 27 ans le 24 septembre 1940 à Toulouse, est une aviatrice, skieuse alpine, joueuse de hockey sur glace et de hockey sur gazon française.

## Biographie

### Origine familiales

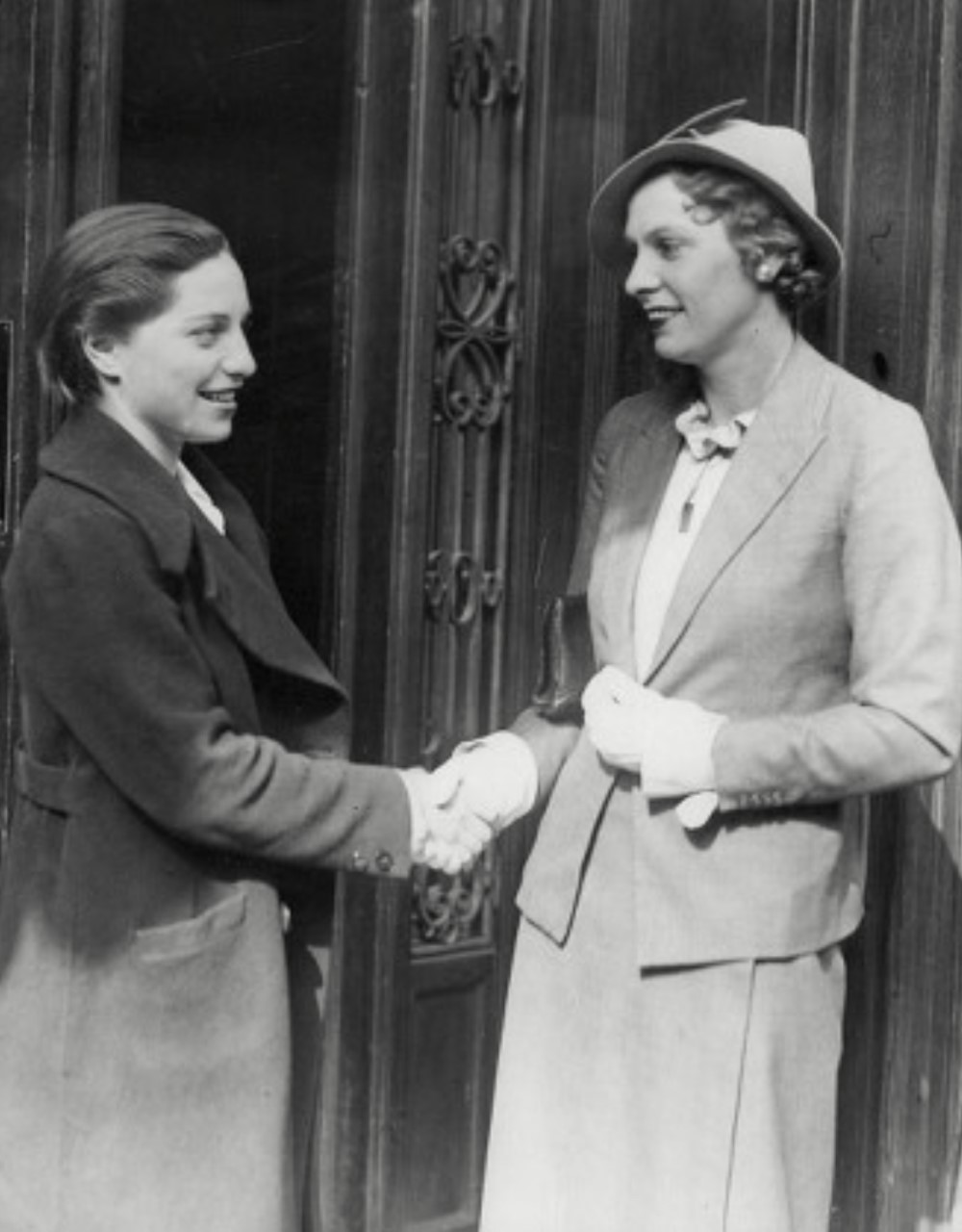
Zizi du Manoir (la capitaine française à gauche) serrant la main de Mrs E. M. Marus, capitaine de l'équipe féminine anglaise de hockey sur glace

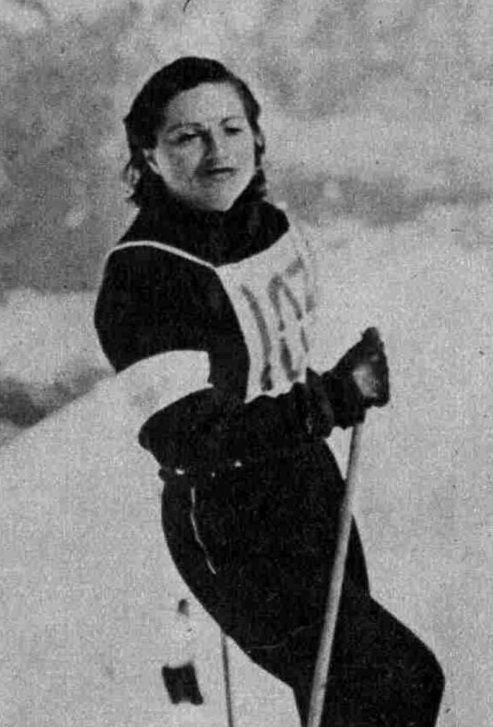
Zizi du Manoir en tenue de skieuse.

Geneviève Claire Berthe Le Pelley Dumanoir est née le 28 novembre 1912 à Paris (16ème),. Elle est la dixième et dernière enfant d'une fratrie de dix (cinq garçons et cinq filles) issue du mariage de Mathieu Jules Marie René, vicomte Le Pelley Dumanoir (1863-1924) et de Jeanne Gabrielle Marguerite Marie Compte de Tallobre (1868-1938). Le plus jeune de ses cinq frères est le joueur de rugby à XV Yves du Manoir (1904-1928).

### Vie maritale et circonstances de son décès
Elle abandonne le sport en 1937 pour fonder un foyer et se marie le 20 octobre à Paris (16ème) avec Guillaume de Rivals-Mazères (1908-2001), un officier saint-cyrien sorti en 1930 dans l'Aéronautique militaire, capitaine à la 4e escadre d’aviation de Reims et futur général de corps aérien. La bénédiction nuptiale leur est donnée le lendemain en la chapelle Saint-Louis des Invalides ; le couple a deux garçons, François et Bertrand.
Elle meurt à Toulouse le 24 septembre 1940, à seulement 27 ans, 11 jours après avoir mis au monde son second fils Bertrand,. Son mari épouse en secondes noces le 12 février 1945 Solange de Foucaud et d'Aure.

## Sportive éclectique à succès
Elle se fait connaître sportivement sous le surnom de « Zizi du Manoir » et est l'une des premières championnes françaises de ski alpin, licenciée au Ski Club de Paris où l'on enseigne dès 1936 le « christiana dérapé » qu'Émile Allais perfectionne et fait connaître en 1937 avec son livre Ski français, et qui est enseignée ensuite par l'École du ski français.
En janvier 1935 à Mégève, « Zizi » est la seule femme à disputer avec les hommes une course de ski de fond qu'elle termine onzième. En février, elle se classe troisième de la descente de la coupe Femina à Villard-de-Lans derrière Georgette Galtier et Jacqueline Brisson ; on les retrouve toutes les trois en mars pour la descente de l'Arlberg-Kandahar à Mürren.
« Zizi » remporte en janvier 1936 le slalom de la sixième édition du Lauberhorn de Wengen où sa compatriote Denise Martineau, surnommée « Canard », se classe troisième. Un mois plus tard, elle est, avec Georgette Galtier, l'une des deux premières femmes françaises à prendre part à des championnats du monde de ski alpin lors de l'édition de 1936 à Innsbruck. Elle n'est pas classée en raison d'un ski cassé lors de l'épreuve de descente.
Moins d'une semaine plus tard, le 25 février 1936 à Chamonix, « Zizi » est championne de France de descente, avec participation étrangère, devançant la suissesse Louise Boulaz et les deux françaises Georgette Galtier et Denise Martineau. L'avance qu'elle a prise la rend pratiquement imbattable pour le combiné.
Le lendemain, au moment de prendre le départ de l'épreuve de slalom, elle s'aperçoit que sa fixation est cassée. Elle n'a pas le temps d'en ajuster correctement une nouvelle et ce nonobstant s'élance jusqu'au moment où la fixation cède complètement et la contraint à l'abandon.
« Zizi», Denise Martineau et Georgette Galtier remportent au printemps de la même année, en Norvège, une belle victoire à la Galdhøpiggen, mais en décembre, partant pour la montagne, elle est victime d'un grave accident de la route (fracture du bassin) près de Bâle.
Parallèlement, « Zizi »  crée en octobre 1932 avec sa sœur Annie (1909-1943), qui en est la capitaine jusqu'à son mariage en 1935, l'équipe parisienne de hockey sur glace des « Flèches noires » où joue également Denise Martineau. Elle mesure ses qualités de patineuse de vitesse aux championnats de France féminin 1934 de la discipline qu'elle termine quatrième derrière Ginette Montesson, sa camarade des « Flèches noires ». 
Les deux sœurs du Manoir pratiquent avec un égal succès la natation, le tennis, le hockey sur gazon. « Zizi » joue en équipe première de hockey au Racing Club de France qui remporte le championnat de France féminin 1932.
L'été, l'alpinisme les a conquises et le « tandem » du Manoir compte à son palmarès de nombreuses et difficiles ascensions. Elles passent en 1934 leur brevet de pilote (7 septembre 1934, no 3120 pour « Zizi ») et, membres de l'aéro-club Roland Garros d'Orly, elles consacrent aussi leurs loisirs à l'aviation,.
« Zizi » prend part à des compétitions telles que les douze heures d'Angers en 1935 et la coupe Hélène Boucher en 1936,. En 1937, elle participe avec son mari Guillaume de Rivals-Mazères comme copilote au circuit des Oasis sur Caudron Aiglon dans le ciel égyptien.
Elle sera même en 1935 capitaine de l'équipe de France féminine de hockey sur glace lors d'un match contre l'Angleterre.
Le premier championnat national féminin de hockey sur glace est organisé à Megève en 1932. L’équipe parisienne des « Droit au but » bat alors l’équipe féminine de Chamonix, les « Edelweiss ». Les « Droit au but », remportent également le titre de championne de France, par deux fois, en 1933 puis en 1934, après avoir défait leurs “ennemies” jurées, les « Flèches noires », lesquelles leur rendent la pareille, l’année suivante, en les battant lors du quatrième et dernier titre national décerné,.
L'équipe de France féminine de hockey réunit des patineuses des deux clubs pour affronter son homologue anglaise. En 1933, au Palais des sports de Paris, la France, avec les deux sœurs du Manoir, triomphe de l'Angleterre pour la quatrième fois consécutive. L'année suivante, la coupe Lady Greer est attribuée à la France qui gagne le match de la revanche en Angleterre, en conclusion d'une brillante tournée avec « Zizi » mais sans sa sœur Annie. En mars 1935, « Zizi » ne peut empêcher que la France soit cette fois battue à Londres.

## Palmarès en ski alpin

### Championnats du monde
| Épreuve / Édition       | Descente | Slalom | Combiné |
| ----------------------- | -------- | ------ | ------- |
| Mondiaux 1936 Innsbruck | Abandon  | —      | —       |

### Divers
Zizi du Manoir a pris part à de nombreuses compétitions de ski alpin, comprenant quelques succès :
- Troisième de la descente de la Coupe Femina 1935.
- Deuxième de la descente du Grand Prix du RSC Paris 1935.
- Deuxième de la descente du Lauberhorn 1936.
- Victorieuse du slalom du Lauberhorn 1936.
- Deuxième du combiné du Lauberhorn 1936.
- Victorieuse de la descente de la Coupe Femina 1936.
- Troisième du combiné de la Coupe Femina 1936.